# Afroholopogon capensis
Afroholopogon capensis là một loài ruồi trong họ Asilidae. Afroholopogon capensis được Lindner miêu tả năm 1961.